# Finska dialekter

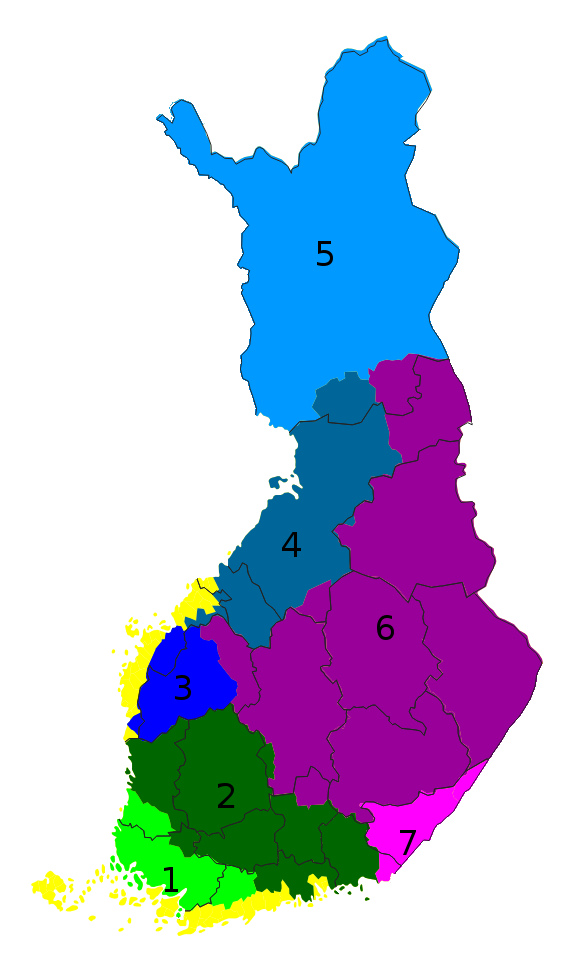
Det finska språkets sju dialektgrupper. Det gula området är traditionellt svenskspråkigt.

Det finska språkets dialekter brukar delas in i sju grupper, som visas på kartan:
1. de sydvästfinska,
2. de tavastländska,
3. de sydösterbottniska,
4. de central- och nordösterbottniska,
5. de nordfinska eller nordbottniska,
6. de savolaxiska och
7. de sydostfinska.

De två sistnämnda benämns östfinska medan de andra fem västfinska.  Kvänska och meänkieli kopplas till de nordbottniska dialekterna.

## Kriterier
Ett viktigt kriterium är hur det svaga stadiet är. Ordet pata (gryta) blir i genitiv på högspråket padan, i västfinska dialekter paran eller palan, medan i östfinska dialekter är uttalet paan eller pajan. På liknande sätt blir det med verben. Kulkea (åka) och särkeä (slå sönder) blir i första person singular i presens kuljen och särjen i högspråket och i västfinska dialekter, medan östfinskan har kulen och sären. Andra egenskaper som skiljer sig är uttalet av standardfinskans -ts- som i metsä (skog) och uttalet av de långa vokalerna, som kan diftongeras i vissa dialekter.

## Historik
Skillnaderna uppkom då Finland befolkades. De västra dialekterna uppkom genom de äldsta bosättningarna som var i Egentliga Finland och i Tavastland. De östra dialekterna uppkom i karelarnas järnåldersbosättningar på Ladogas västra strand. Sedan kom savolaxdialekterna till genom att karelare och tavaster möttes i S:t Michelstrakten. Från 1500-talet bredde sig savolaxdialekterna ut sig i takt med att svedjebruket etablerade sig i hela östra Finland och i Österbottens sjöområde liksom i Sverige. Till de nordligaste delarna kom det folk från både östliga och västliga områden.

## Exempel
Här kommer exempel med den standardfinska meningen Meidän koira saa mennä vielä illalla lintuja haukkumaan, ennen kuin metsässä tulee pimeä. Professor Mauno Koski har sammanställt dem.

1. Villnäs och Nousis  (sydvästfinska): Meijän koer saa men viäl ehtoste linnui haukkuma, ennen ko metäs tule pimiä.
2. Raumo (sydvästfinska): Meijän koer saa men viäl ehtoste linnui haukkuma, ennen ko mtäs tlee pimi.
3. Somero (övergång mellan sydvästfinska och tavastländska dialekter): Mein koira saa mennäv viälä ehtool lintui haukkumaa, ennen kum mettäs tullee pimjä.
4. Björneborg (övergång mellan sydvästfinska och tavastländska dialekter): Mee koira saa men viäl ehtoosti lintui haukumaa, enne ko mettäs tullee pimmee.
5. Tyrvis (Övre-Satakuntas tavastländska dialekter): Mejjän koira saa mennäv viälä ehtoolla lintuja haukkuun, ennen ku mettäsä tullee pimmee.
6. Orivesi (nordliga tavastländska dialekter): Meilään koirra saa mennäv viäl ehtoolla lintuja haukkuun, ennen kä mettässä tullee pimmee.
7. Heinola (sydöstliga tavastländska dialekter): Meilän koirra saap männäv viel lintuja haukkumaa, ennen kö mettäs tulie pimejä.
8. Seinäjoki (sydösterbottniska dialekter): Meirän koira saa mennäv vielä ehtoolla lintuja haukkumahan, ennen kum mettäs tuloo pimiä.
9. Uleåborg (central- och nordösterbottniska dialekter): Meijän koira saapi mennäv vielä illalla lintuja haukkuun, ennen ko mettäsä tullee pimiä.
10. Torneå (nordfinska dialekter): Meän koira saapi mennäv vielä illalla lintuja haukuhmaan, ennen ko mettässä tulee pimmii.
11. Villmanstrand (sydostfinska dialekter): Meijjä koira saap männä vil iltasil lintuja haukumaa, enne ko messäs tulloo pimiä.
12. S:t Michel (sydliga savolaxdialekter): Meijä koira suap männäv vielä iltasela lintuja haukkumaa, ennen ku mesässä tulloo pimmee.
13. Nyslott (sydöstliga savolaxdialekter): Meän koira suap männäv vielä iltasela lintuja hakkumaa, ennen ku mehässä tulloo pimmii.
14. Jämsä (Päijänne-Tavastlands savolaxdialekter): Meijän koirra soa männäv vielä lintuja haukkumaa, ennen kö mehtässä tulii pimii.
15. Pihtipudas (Mellersta Finlands savolaxdialekter): Meijjän koerra soa männä vielä iltasella lintuja haukkumaa, ennen kö mtässä tulloo pimmeä.
16. Idensalmi (nordliga savolaxdialekter): Meijän koera suapi männäv vielä iltsaila lintuja haokkummaa, ennen kum metässä tulloo pimmee.
17. Suomussalmi (kajanadialekt): Meijän koera soapi männäv vielä iltasella lintuja haokkumaan, ennen kum metässä tulloo pimmeä.

Exempel 1–10 är västfinska dialekter och 11–19 östfinska.